# Тимировский сельсовет
Тимировский сельсовет (до 2004 года Тимеровский сельсовет) — муниципальное образование в Бурзянском районе Башкортостана России.

## История
Согласно Закону о границах, статусе и административных центрах муниципальных образований в Республике Башкортостан имеет статус сельского поселения.
В 2004 году Тимеровский сельсовет переименован в Тимировский сельсовет.
Закон Республики Башкортостан от 17 декабря 2004 г. N 125-З «Об изменениях в административно-территориальном устройстве Республики Башкортостан, изменениях границ и преобразованиях муниципальных образований в Республике Башкортостан», ст. 2 «Изменения границ и преобразования муниципальных образований в Республике Башкортостан», п. 2 гласит:

Статья 2. 
2. Изменить наименования следующих муниципальных образований:
8) по Бурзянскому району:
а) «Тимеровский сельсовет» на «Тимировский сельсовет»;

## Население
| 2002 | 2009 | 2010 | 2012 | 2013 | 2014 | 2015 |
| ---- | ---- | ---- | ---- | ---- | ---- | ---- |
| 469  | ↗528 | ↘462 | ↘447 | ↗454 | ↗462 | ↘455 |
| 2016 | 2017 |      |      |      |      |      |
| ↘452 | ↗455 |      |      |      |      |      |

## Состав сельского поселения
| № | Населённый пункт | Тип населённого пункта          | Население |
| - | ---------------- | ------------------------------- | --------- |
| 1 | Тимирово         | деревня, административный центр | ↗455      |